# Wawel-Schloss

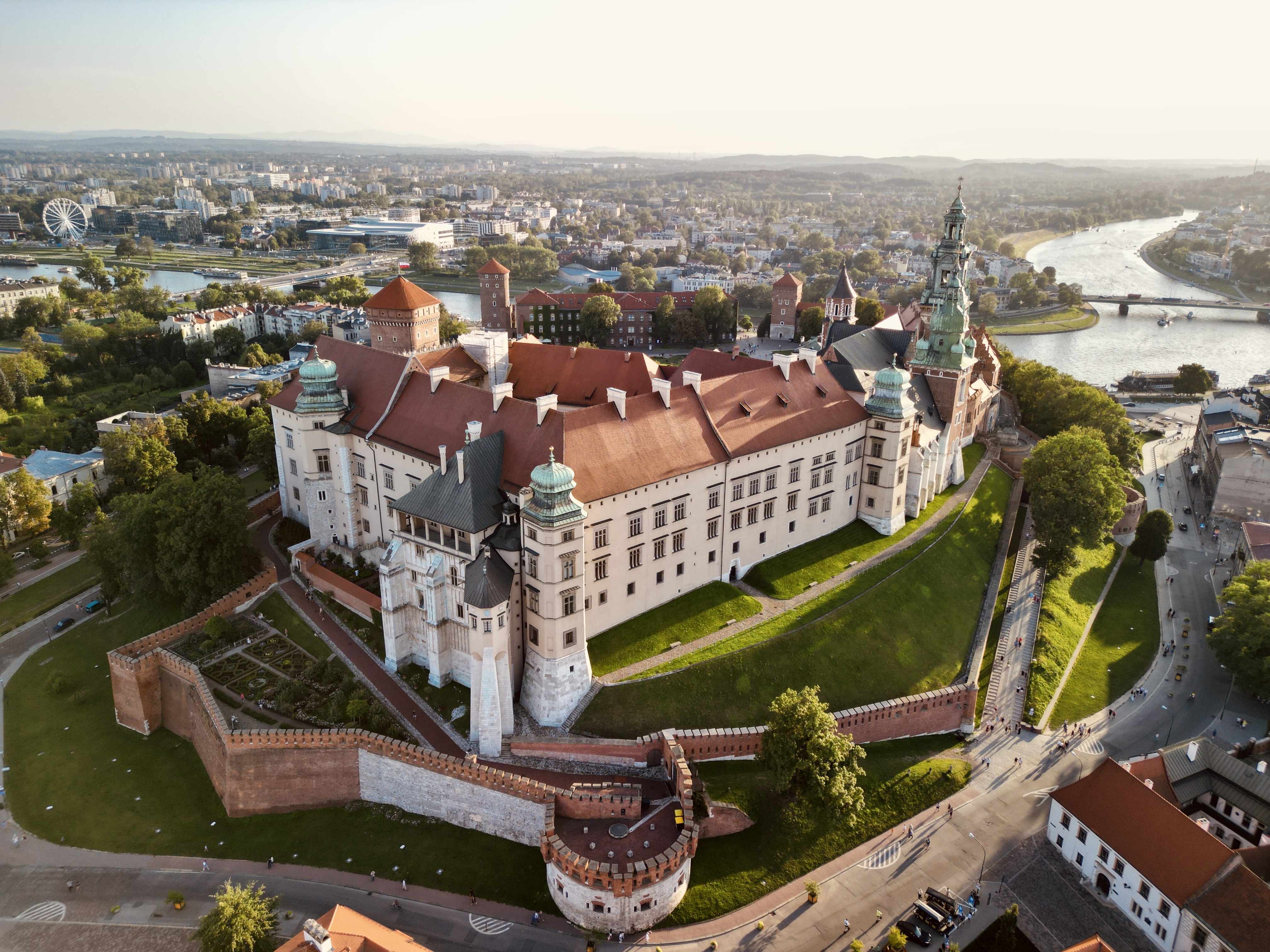
Wawel-Schloss

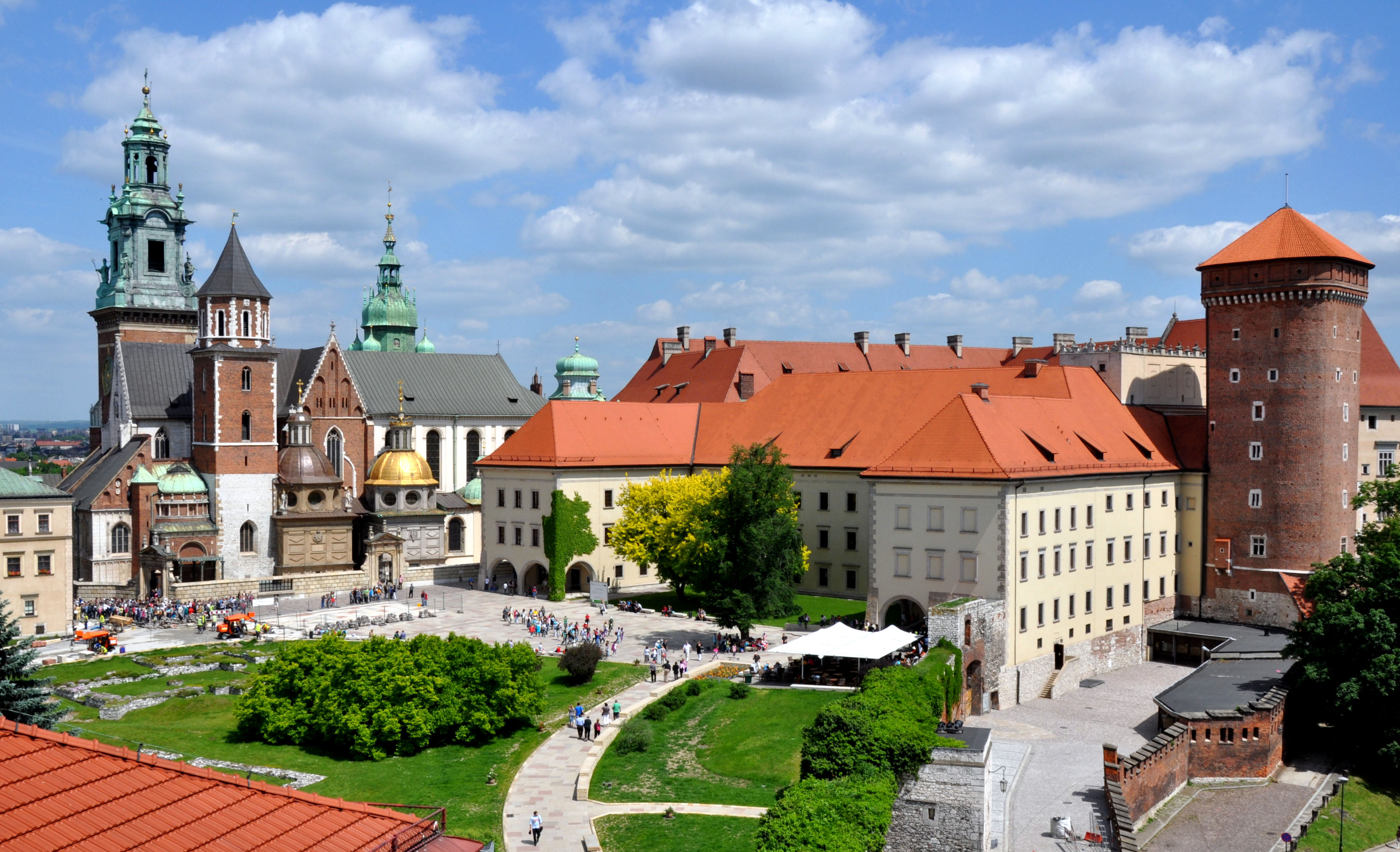
Schloss (rechts) und Kathedrale auf dem Wawel

Das Königliche Schloss auf dem Wawel (polnisch Zamek Królewski na Wawelu), kurz Wawel-Schloss (Zamek Wawelski), ist der ehemalige Wohn- und Regierungssitz der Könige von Polen in Krakau. Gegründet um 1000 während der Herrschaft von Bolesław I., ist es einer der bedeutendsten Orte der polnischen Geschichte und gehört seit 1978 zum UNESCO-Welterbe.

## Überblick

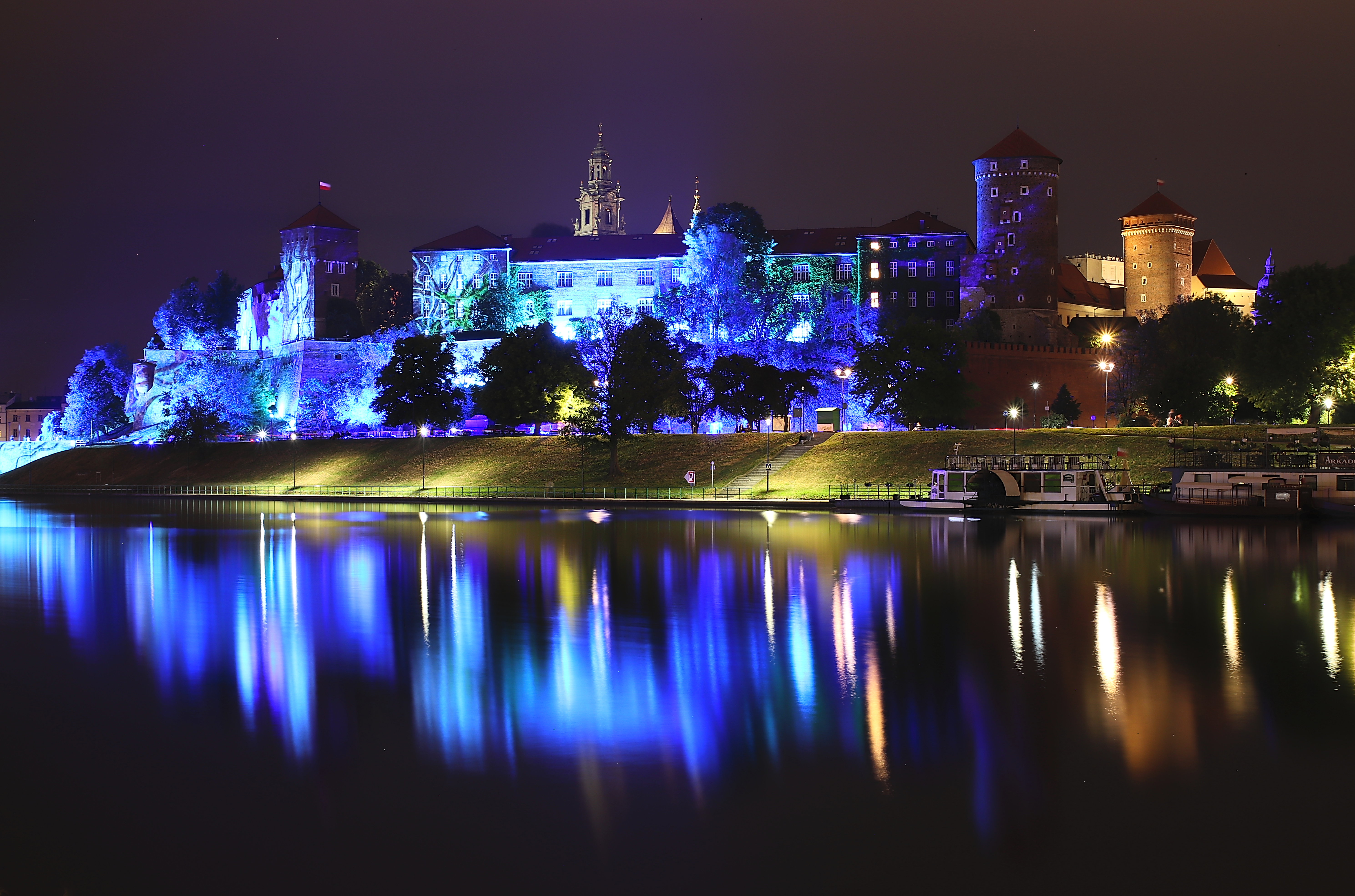
Wawelburg von der Weichsel 2022

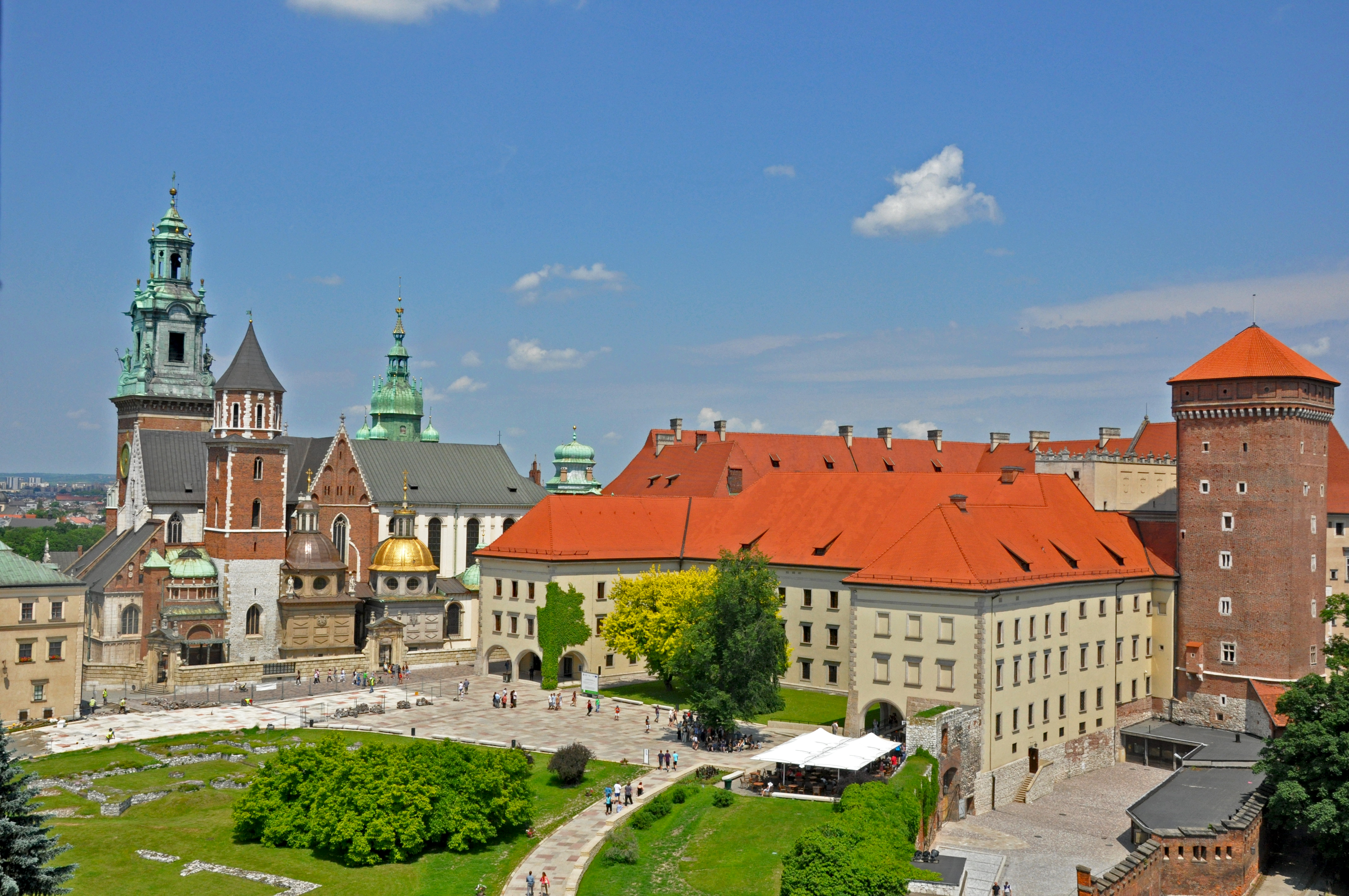
Blick auf den Innenhof mit dem Waweldom(links)

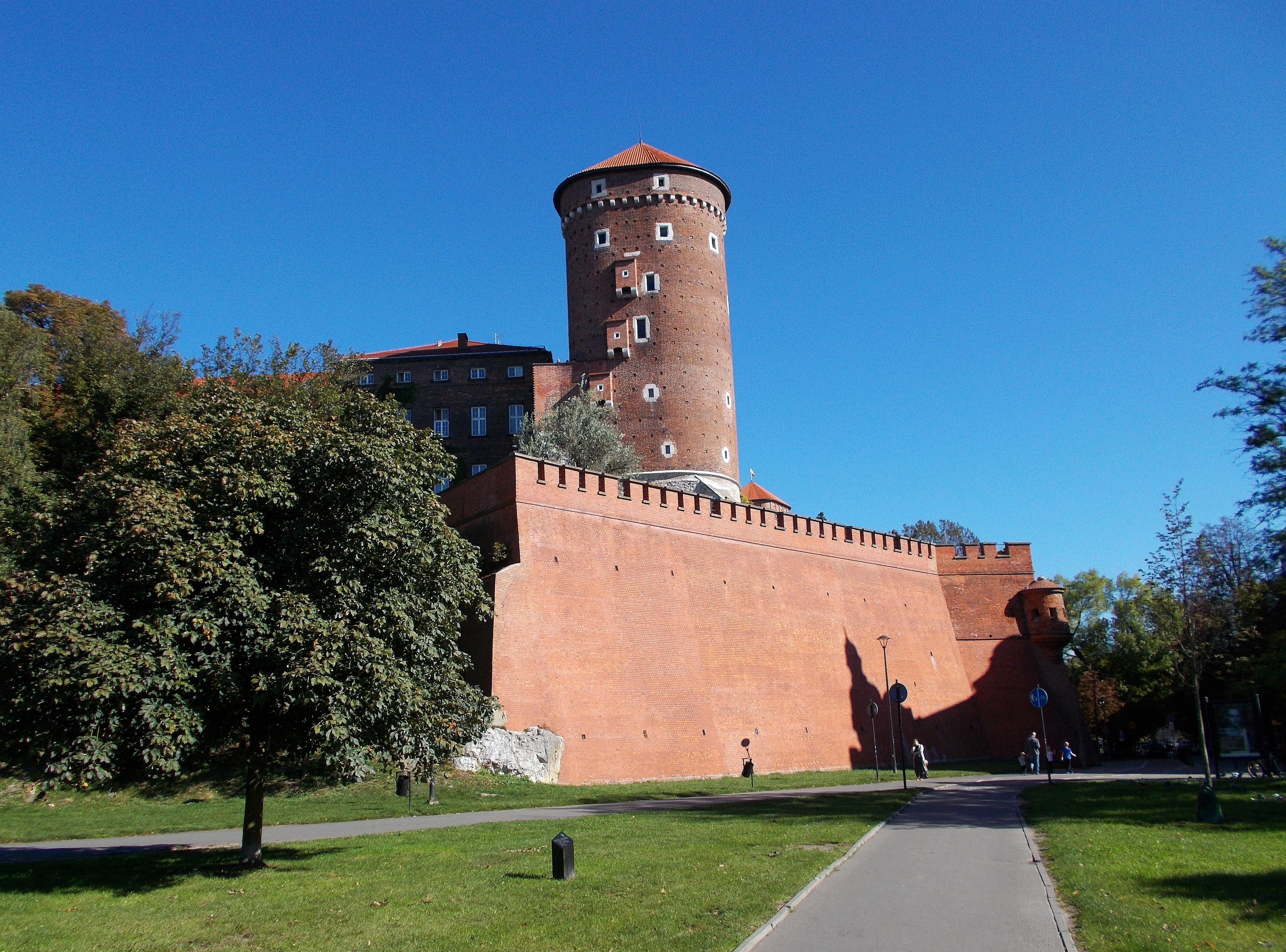
Sandomirer Turm

Der Wawel ist ein 228 m n.p.m. hoher Hügel aus Kalkfelsen, der sich im Zentrum Krakaus über die Weichsel an deren linkem Ufer erhebt. Er ist der südlichste Ausläufer des Krakau-Tschenstochauer Jura, eines 161–155 Millionen Jahre alten Kalksteingebirges im südlichen Zentralpolen. Das ganze Gebiet ist stark verkarstet, und die Landschaft ist von Höhlen durchzogen. Auf der am Weichselufer liegenden Seite des Wawel (vermutlich zu poln. wąwóz: Schlucht) führt eine solche Karsthöhle Smocza Jama von den Burgmauern oben auf dem Hügel bis zu seinem Fuß. Nach ihrer Form gaben ihr die Menschen den Namen „Drachenhöhle“. So erzählt die Legende, dass hier einst ein Drache gehaust habe, bis der Ritter Krak kam und den Drachen durch List überwand. An diesem Platz wurde dann die Stadt Krakau gegründet, die nach dem Ritter benannt wurde.
Auf dem Wawelhügel befinden sich das Wawelschloss (Zamek na Wawelu), die ehemalige Residenz der polnischen Könige von 1040 bis 1795, der Waweldom (Katedra na Wawelu), die einstige Krönungskirche der polnischen Monarchen, und andere historische Bauten. Der Erstbebauung des Hügels im Frühmittelalter folgten im Laufe der Jahrhunderte immer mehr Gebäude. Zusammen mit der Krakauer Altstadt ist das Bauensemble seit 1978 Weltkulturerbe der UNESCO. Historisch belegt ist, dass sich seit dem frühen Mittelalter auf diesem Hügel eine Burg befand. Die komplexe Bebauung zeugt von einer über tausendjährigen Baugeschichte. Dabei finden sich Zeugnisse aus allen Stilepochen wie der Romanik, der Gotik, der Renaissance sowie des Barock. Zu den wichtigsten erhaltenen Bauwerken gehören:
- das Schloss auf dem Wawel (Zamek na Wawelu), kurz Wawelschloss,
- die Kathedrale St. Stanislaus und Wenzel auf dem Wawel (Katedra św. Stanisława i Wacława na Wawelu), kurz Wawelkathedrale,
- die Rotunde der Allerheiligsten Jungfrau Maria,
- mehrere gotisch-romanische Türme und Basteien,
- vier Tore aus der Gotik, der Renaissance und dem Barock,
- ehemalige Kasernenbauten aus dem 19. Jahrhundert,
- Burgmauern und andere Befestigungsanlagen,
- Fundamente mehrerer romanischer und gotischer Kirchen,
- Fundamente mehrerer Wirtschaftsgebäude aus der Renaissance sowie
- ein Höhlengang von den Wehrmauern bis zur Drachengrotte.

## Geschichte

### Vor- und Frühgeschichte

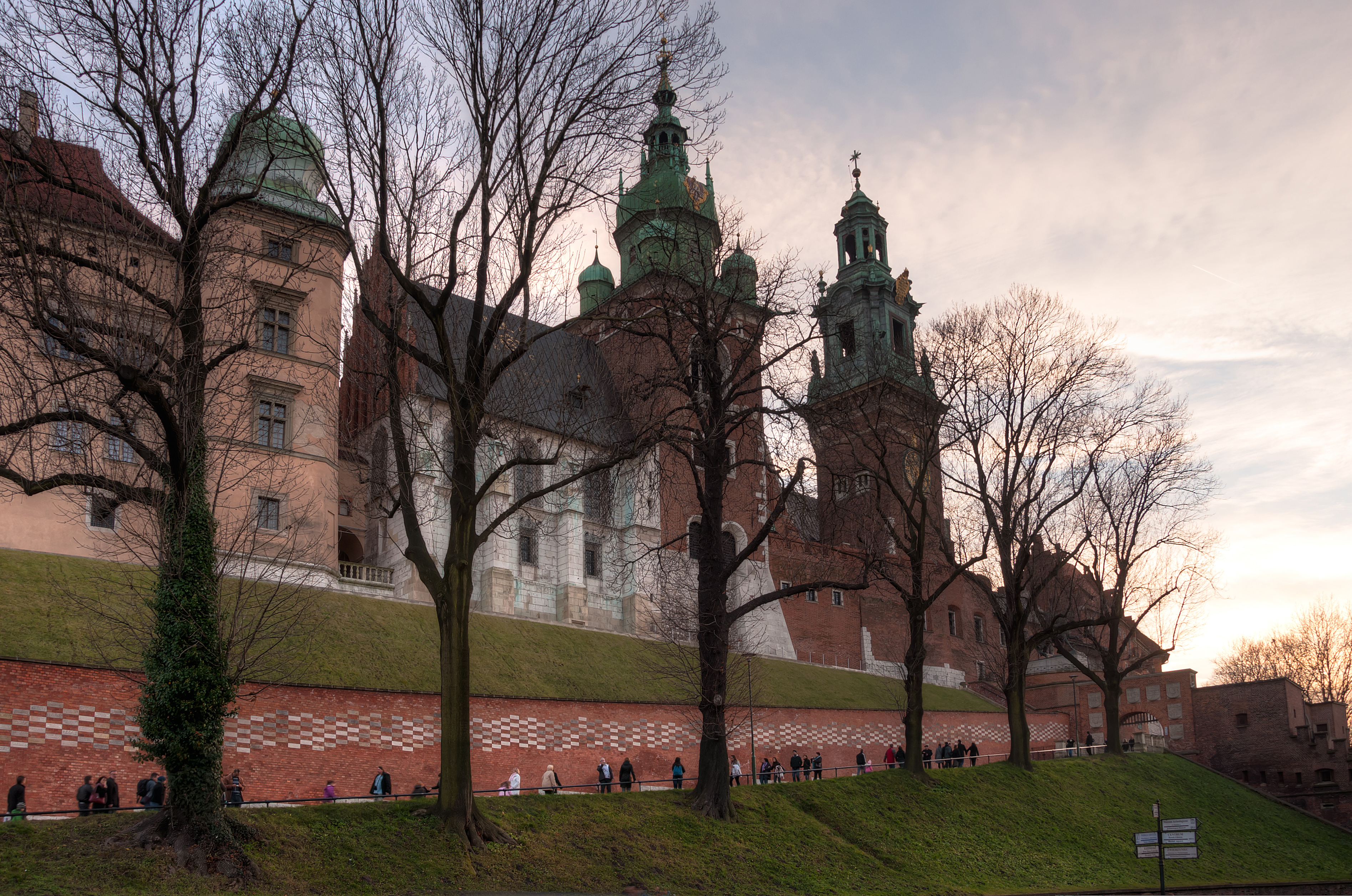
Nordfassade auf vorromanischen …

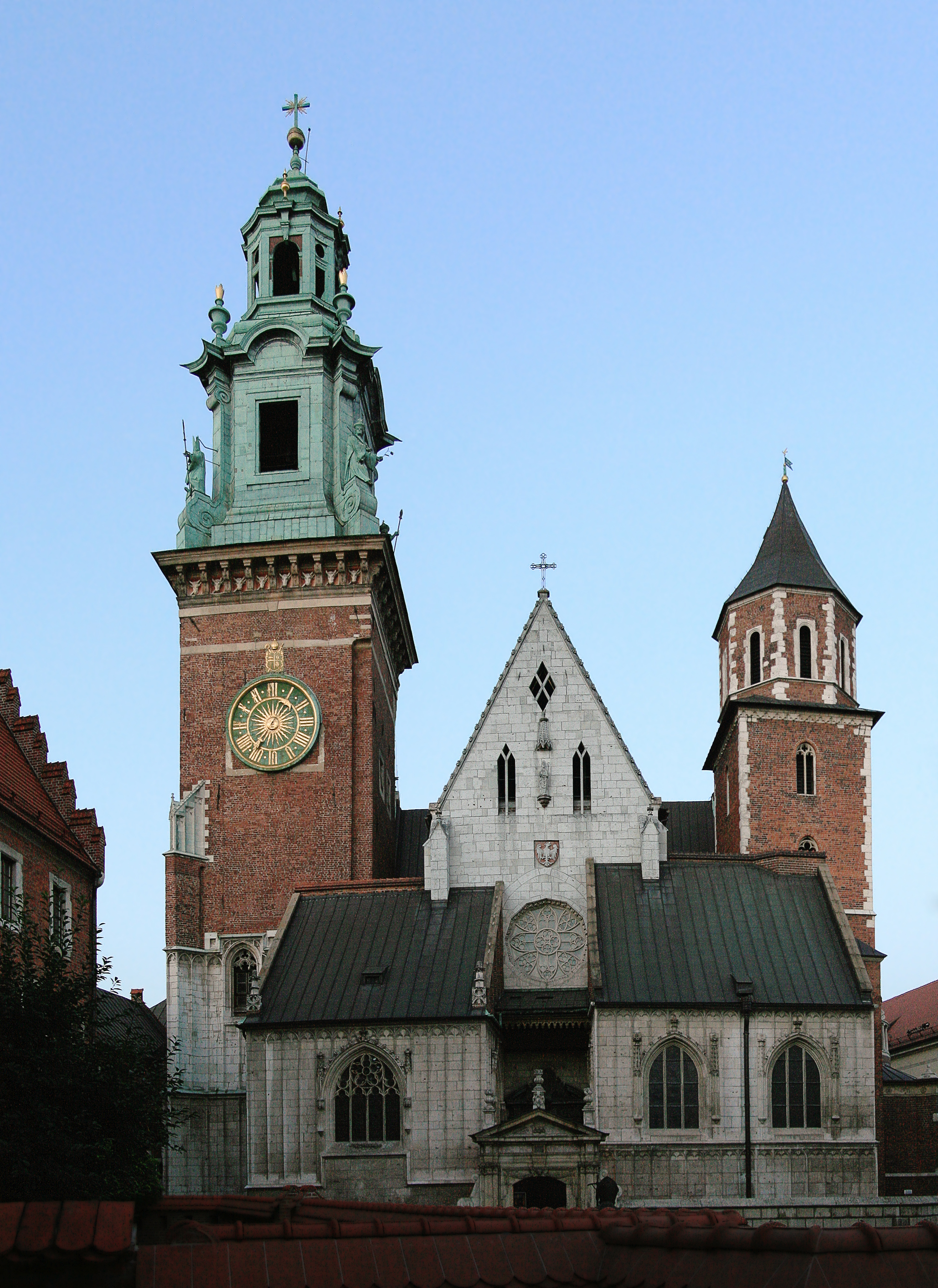
… und Westfassade des Waweldoms auf romanischen Fundamenten

Seit der Altsteinzeit bewohnen Menschen den Wawelhügel und seine Höhlen. Unweit des Wawels, auf dem Gebiet des heutigen Wieliczka, siedeten die ersten Bewohner in der Steinzeit Salz. Die Siedlung wuchs, da sie an der Kreuzung wichtiger Handelswege lag. Von der Spätantike bis zum frühen Mittelalter war der Wawel ein Machtzentrum des westslawischen Stammes der Wislanen (wie die Bewohner an den Ufern des Flusses Wisła genannt wurden), der im 6. Jahrhundert ein erstes lockeres Staatsgebilde in dem Gebiet des heutigen Kleinpolens schuf.
Aus dem 7. Jahrhundert stammen zwei Hügelgräber südöstlich des Wawels, die dem legendären Herrscher Krak und seiner Tochter Wanda zugeschrieben werden. Nach dem Chronisten Wincenty Kadłubek aus dem 12. Jahrhundert soll Krak mit Hilfe einer List eines Schusterlehrlings den Wawel-Drachen getötet haben. Es gibt Vermutungen, wonach sich auf dem Wawel zu jener Zeit eine heidnische Kultstätte befunden haben soll.

### Frühmittelalter
Im 9. Jahrhundert kamen die heidnischen Wislanen unter die Herrschaft des Großmährischen Reiches. Der Slawenapostel Methodius drängte den namentlich nicht bekannten Wislanenfürsten, das Christentum anzunehmen. Historiker vermuten, dass dieser das Ansinnen des Methodius ablehnte und daraufhin von den Großmähren unterworfen wurde. Diese sollen den Wislanen das Christentum im slawisch-orthodoxen Ritus aufgezwungen haben. Auf dem Wawel wurden Überreste einer Holzkirche aus dem 9. Jahrhundert entdeckt, die diese These stützen.
Mit dem Zerfall des Großmährischen Reiches erlangten die Wislanen für kurze Zeit wieder ihre Unabhängigkeit und wurden in der zweiten Hälfte des 10. Jahrhunderts von den Polanen, dem mächtigsten polnischen Stamm, erobert. Die Polanen, die seit dem Jahr 966 Katholiken waren, gliederten die Wislanen in ihr Reich ein, das später zu Polen wurde.

### Vorromanik
Im 10. Jahrhundert wurden auf dem Wawel die vorromanische Marienrotunde und die Kirche B. (da der Schutzpatron nicht namentlich bekannt ist) errichtet. Sie sind wohl die ältesten steinernen Bauten auf dem Wawel. Als Krakau im Jahr 1000 Bischofssitz wurde, wurde mit dem Bau eines zeittypischen dreischiffigen Doms auf dem Wawel begonnen, der nach seinem Stifter, König Boleslaus I., König-Boleslaus-I.-Dom genannt wird. Nur die Fundamente sind erhalten geblieben. Die Kirche wurde wahrscheinlich bereits 1038 beim großen Heidenaufstand und dem Einfall des böhmischen Herrschers Břetislav I. stark beschädigt und fiel schließlich um 1080 einem Brand zum Opfer. Neben dem Dom entstand bald darauf eine Burganlage, die um 1040 von Kasimir I. dem Erneuerer zur Königsresidenz erhoben wurde. Innerhalb der Burg wurde die dreischiffige Kirche des Hl. Gereon mit zwei Zwillingstürmen und einer Krypta errichtet, die wahrscheinlich als Burgkapelle fungierte. Daneben standen auf dem Wawel seit der ersten Hälfte des 11. Jahrhunderts noch zwei weitere vorromanische Kirchen, die Kirche des Hl. Georg und die Kirche des Hl. Michael. Während des erwähnten Einfalls Břetislavs im Jahre 1038 wurden diese Gebäude größtenteils zerstört. Nur von der vorromanischen Burg sind Teile des als Saal der 24 Säulen bezeichneten Palastes, Grundmauern eines Wirtschaftshauses, das wohl als Speicher diente, und Reste des Bergfrieds erhalten.

### Romanik

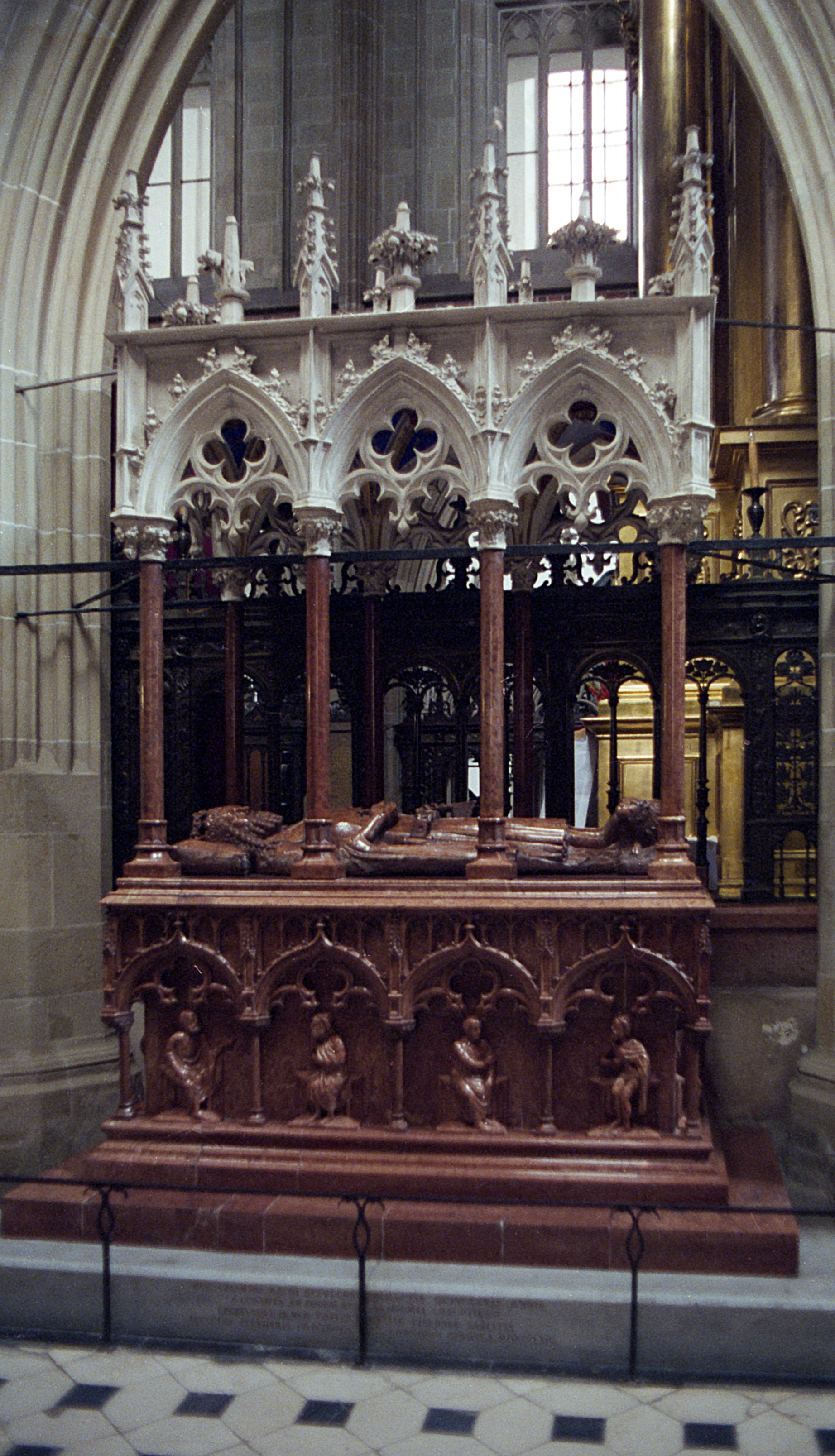
Grab Kasimirs III. des Großen von ca. 1370

In den Jahren 1038/1039 kehrte Kasimir I. nach Polen zurück und machte den Wawel in Krakau zu seiner Residenz. Dieses Datum gilt auch als Beginn der Romanik in Polen. Der zweite Waweldom wurde nach dem Brand 1080 von Władysław I. Herman gestiftet. Er entstand an der Stelle der ersten Kirche und wird auch teilweise nach seinem Stifter benannt. Die Weihe erfolgte 1142. Der Turm der Silberglocken sowie die achtsäulige Krypta des Hl. Leonards sind Relikte dieses Bauwerks. Außerdem befindet sich das älteste erhaltene Grab des Waweldoms, das Grab des Bischofs Maurus aus dem Jahr 1118, in dieser Kirche. Seit dem 20. Jahrhundert wird die Domgruft als eine Begräbnisstätte für die bedeutendsten Personen aus der polnischen Geschichte, wie Marschall Józef Piłsudski und Józef Antoni Poniatowski, aber auch für die Nationaldichter Adam Mickiewicz und Juliusz Słowacki genutzt.
Aus der Zeit der Romanik stammen auch die Rotunden an den Basteien Władysławs IV. und Sandomirs, das Baptisterium sowie die Kirche an der Drachenhöhle. Zudem wurden die anderen zerstörten Kirchen und die Burg in der Romanik wiedererrichtet. Die Romanik war bis zur ersten Hälfte des 13. Jahrhunderts der beherrschende Baustil auf dem Wawel. Sie zeichnete sich durch die Verwendung von Kalkstein als wichtigstem Baumaterial aus. Die Fundamente der Kathedrale sowie der nicht erhaltenen romanischen Gebäude sind daher aus weißem Kalkstein.

### Gotik
Um 1250 verdrängte im Zuge der polnischen Backsteingotik der Ziegel den Kalkstein als Baumaterial. Daher wurden für die höheren Partien des Doms sowie der alten Burgmauern rote Ziegelsteine verwendet. Für die Bildhauerarbeiten kam Sandstein und im Inneren vor allem Marmor aus dem Heiligkreuzgebirge und Ungarn zum Einsatz.
Während des Albertaufstandes 1305 brannten das Dach und der obere Teil der romanischen Kirche ab. Doch bereits 1320 war der Schaden so weit behoben, dass Władysław I. Ellenlang dort zum König gekrönt werden konnte. Gleichwohl ließ der neue König noch im selben Jahr die alte Kirche bis auf die Fundamente abtragen, worauf mit dem Bau eines dritten Waweldoms im gotischen Stil begonnen wurde. Dieser Kirchenbau, der 1364 eingeweiht wurde, erfuhr seitdem keine wesentlichen Änderungen. Władysław I. wurde nach seinem Tod in dem Sakralbau bestattet, und sein Grab ist das einzige Königsgrab, das im Waweldom erhalten blieb. Den frühgotischen Sarkophag ließ sein Sohn Kasimir III. der Große um 1350 aus Sandstein meißeln. Zu den wichtigsten gotischen Bildhauerarbeiten im Inneren zählen auch die hochgotischen Sarkophage von Kasimir dem Großen, Władysław II. Jagiełło und Władysław III. Zu den schönsten spätgotischen Grabmälern weltweit gehören die Tumben der Könige Kasimir IV. – von Veit Stoß – sowie Alexander I., das wahrscheinlich von Jörg Huber geschaffen wurde.
Der Korpus des gotischen Waweldoms entspricht dem einer dreischiffigen Basilika mit Querhaus und Chorumgang, an die Kapellen angebaut wurden. Die erste Kapelle war die der hl. Margaretha von 1322, die später nach Stephan Báthory benannt wurde. Gegen Ende des 14. Jahrhunderts stiftete Königin Zofia Holszańska die nach ihr benannte Kapelle am Westeingang. Gegenüber dieser Kapelle ließ ihr Sohn Kasimir III. die Heiligkreuzkapelle erbauen. Es folgten weitere gotische Kapellen, so dass hier im 15. Jahrhundert 19 Kapellen vorhanden waren.
Kasimir der Große ließ auch die Burg im gotischen Stil ausbauen. Władysław II. Jagiełło und Königin Jadwiga ließen den Dänischen Turm und den Hahnenfuß anbauen. Beide sind erhalten und geben der Ostfassade der Burg ihr charakteristisches Gepräge. Von der gotischen Burg ist darüber hinaus der nach Zofia Holszańska und Kasimir dem Großen benannte Saal erhalten, in dem das Waffenmuseum untergebracht ist. In der Gotik wurden auch sämtliche Kirchen auf dem Wawel umgebaut und viele Fürsten-, Beamten- und Handwerkergebäude sowie die sieben Basteien, die Jordanka-, Lubranka-, Sandomir-, Tęczyńska-, Adels-, Diebes- und Jungfrauenbastei errichtet.

### Renaissance

Die gotische Kernburg, rot, überlagert die spätestens 1519 geplante Vierflügelanlage

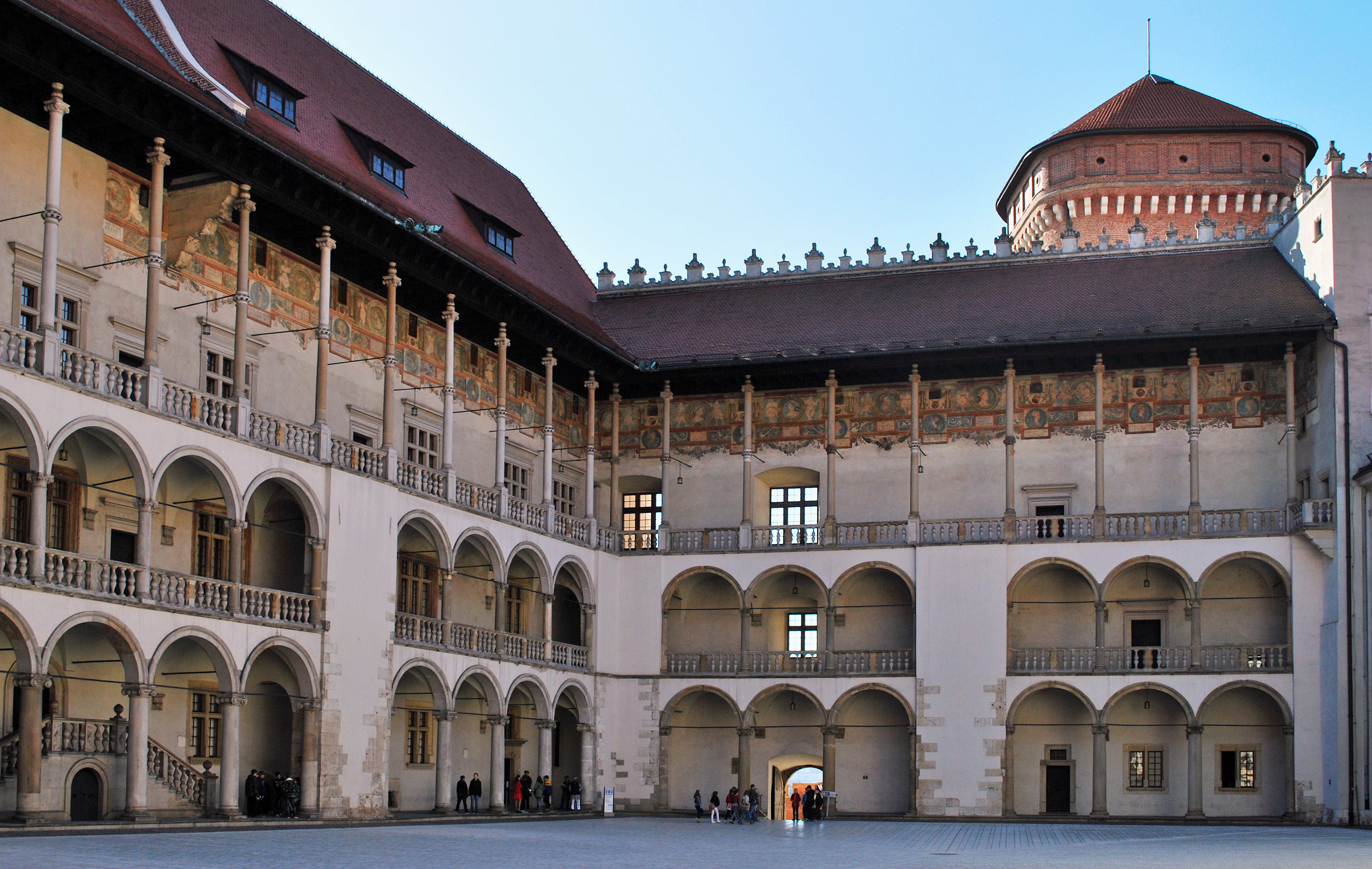
Arkaden des Nord- und Ostflügels (zum großen Teil eine Rekonstruktion ab 1906)

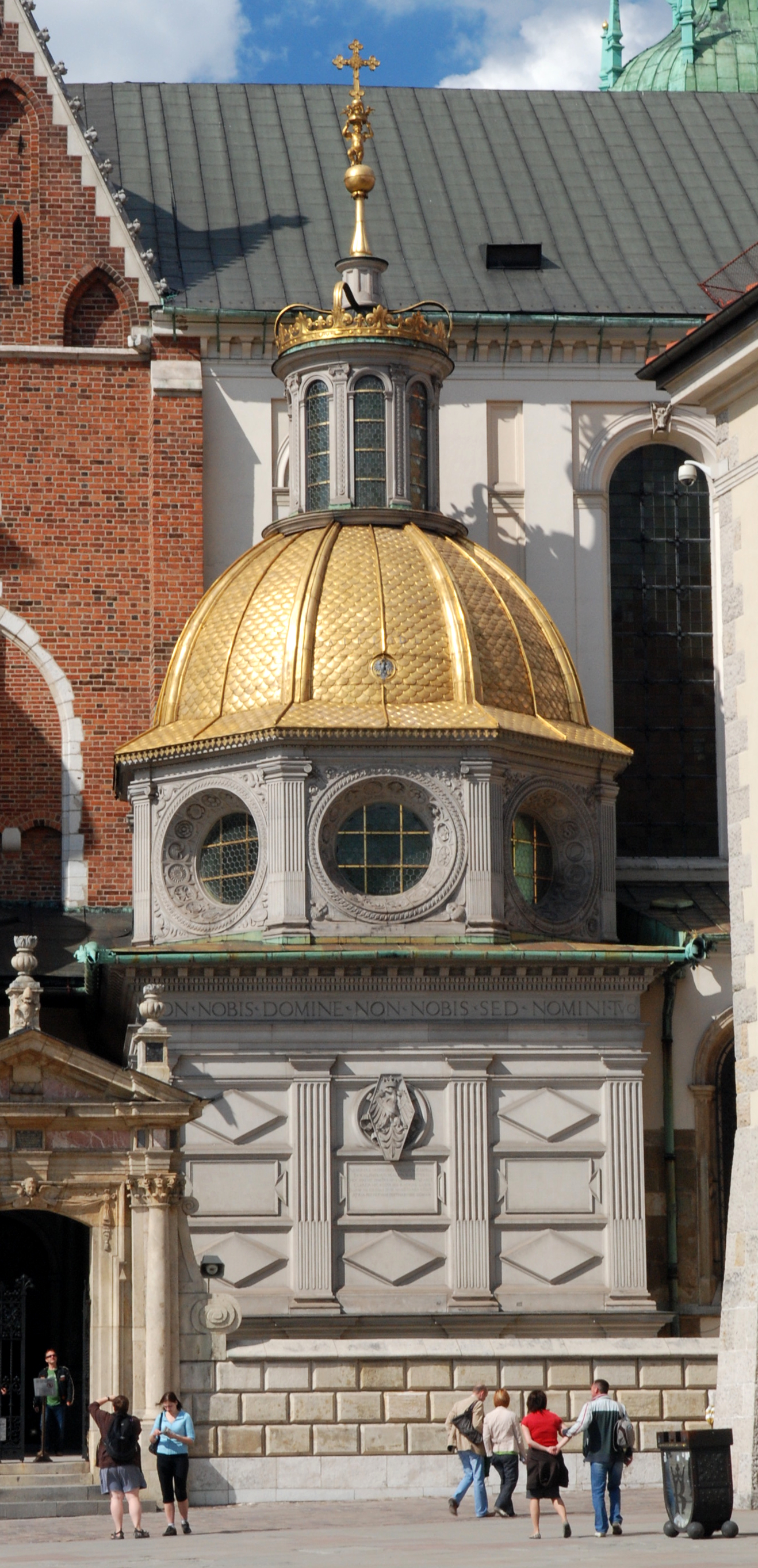
Sigismundkapelle von 1517–1533

Während der Herrschaft der letzten Jagiellonen erlebte der Wawel sein Goldenes Zeitalter.
Als erstes Kunstwerk der Hochrenaissance nach italienischen Vorbildern auf dem Wawel gilt das Grabmal König Jan Olbrachts von Franciscus Italus aus den Jahren 1502 bis 1503, das von seiner Mutter Elisabeth von Habsburg und seinem Bruder, dem kunstinteressierten späteren König Sigismund gestiftet wurde.
Ab 1504 wurde die königliche Burg bis zu ihrem heutigen Erscheinungsbild schrittweise umgebaut. In einer ersten Bauphase wurde bis zur Dachdeckung 1507 unter Verwendung älterer Mauern der dreigeschossige Westflügel nördlich des Tores der Kernburg ausgebaut. Ob dies für die verwitwete Königinmutter Elisabeth von Habsburg geschah, die jedoch die Fertigstellung aufgrund ihres Todes 1505 nicht mehr erlebte, ist aktuell umstritten. Hier arbeiteten zwei Meister zusammen: Der von dem bereits seit etwa 1492 in Krakau aktiven Baumeister Eberhard errichtete Bau wurde wohl fast zeitgleich von der Werkstatt des aus Italien stammenden Franciscus Italus nach italienischen Vorbildern mit Fenstern und einem Erker im zweiten Obergeschoss geschmückt. Verantwortlich für diese frühe Rezeption italienischer Renaissancemotive war vielleicht Sigismund, der den italienischen Steinmetzen und späteren Architekten Franciscus vermutlich in Ungarn im Umfeld des Königshofes seines Bruders Wladislaw kennengelernt hatte. Meister Franciscus brachte weitere Steinmetze aus Ungarn nach Krakau.
Es ist unklar, ob bereits um 1510 der Plan entstand, die älteren Bauten der Kernburg zu einer geschlossenen Vierflügelanlage zu ergänzen. Zunächst wurde von etwa 1507 bis 1510 der westliche Teil des Nordflügels mit einer (später ersetzten) Innentreppe an der Verbindungsstelle zum Westflügel errichtet. Der Bauteil enthielt im ersten Obergeschoss eine Tafelstube (Speiseraum mit Hinterladerofen) für die königliche Tafel und im zweiten Obergeschoss einen Großen Saal für Feste. Der Bauteil wurde bis etwa 1516 nach Osten verlängert, sodass die Verbindung zu den älteren, bereits um 1360/80 errichteten Bauten an der Nordostecke der Burg, dem „Hühnerfuß“ genannten gotischen Wohnturm des Königs, hergestellt wurde. Vermutlich befand sich das Appartement des Königs ab dieser Zeit im ersten Obergeschoss, östlich der Tafelstube und reichte bis an die sogenannten Hühnerkralle, wo sich in einer erkerartigen Struktur kleine Räume für den König befanden. 1510 werden in den Quellen erste Arbeiten an Säulen erwähnt, sodass damals bereits der Bau der heute zu großen Teilen rekonstruierten Säulen-Loggien vor dem West- und dem Nordflügel begann und die Kommunikation mit dem königlichen Appartement ermöglichte. Ihr Entwerfer wäre dann aufgrund ihres italienischen Formenvokabulars vermutlich der erste italienische Bildhauer und Architekt Franciscus Italus. Die Wohnräume der Königin befanden sich damals im zweiten Obergeschoss des Westflügels, wo ihr eine große Tafelstube am Nordende, eine weitere Stube und sicherlich eine Schlafkammer zur Verfügung standen.
Um 1515 traf in Krakau der gebildete, aus Florenz stammende Architekt Bartolomeo Berrecci ein. Mit Bona Sforza, der 1518 angetrauten Gemahlin König Sigismunds des Alten, kamen weitere florentinische und mailändische Künstler an den Krakauer Hof.
1517–1533 wurde die Sigismundkapelle erbaut, die als eine der schönsten Renaissancekapellen außerhalb Italiens gilt und eine breite Nachfolge unter dem polnischen Adel fand. Ihr Architekt war Berrecci. In ihr liegen die letzten Jagiellonen Sigismund der Alte und Sigismund August. Weitere Grabmäler der Hochrenaissance in der Wawel-Kathedrale sind die des Kardinals Fryderyk Jagiellończyk und der Bischöfe Piotr Gamrat, Piotr Tomicki, Jan Konarski, Jan Chojeński und Samuel Maciejowski.
Ab 1519 wurden die älteren Bauteile auf der Ostseite des Hofes abgerissen und bis 1521 die Fundamente des Ostflügels unter der Leitung von Meister Benedikt und Bartolomeo Berrecci gelegt. Bereits 1526 wurde an der Dachdeckung des Ostflügels gearbeitet und bis etwa 1530 der Innenausbau vollendet. Auch dieser Flügel erhielt eine Säulenloggia, die sich eng an das Vorbild der älteren Bauphase im Westen anlehnte.
Zu jener Zeit war der Wawel eine der prächtigsten Burganlagen in Europa, die Residenz des größten Flächenstaates auf dem Kontinent und zugleich der Sitz der Jagiellonendynastie, deren Länder sich von der Ostsee bis zum Schwarzen Meer und bis zur Adria erstreckten. Die Dachziegel und Säulen sollen vergoldet gewesen sein. Die Außenwände waren mit bunten Fresken bedeckt. In der Burg befand sich das weltweit größte Ensemble von über 300 Wandteppichen, welche in Arras aus Goldfäden gewirkt worden waren. Ein kunstvolles Detail ist die Dekoration der Kassettendecken im Saal der Gesandten, die aus geschnitzten und zum Teil grotesk dargestellten Ebenbildern menschlicher Köpfe besteht. Die Krakauer Burg wurde zum Vorbild Dutzender Magnatenresidenzen in ganz Mittel- und Osteuropa. Die Sigismund-Glocke von 1520 war bis ins 20. Jahrhundert hinein die größte Glocke Polens.
Weitere Renaissancebauten befanden sich westlich der Burg. Bona Sforza ließ mit dem Vorläufer der heutigen Königsgärten auf dem Wawel auch einen Renaissancegarten oberhalb der Ostmauer anlegen, der zu Beginn des 21. Jahrhunderts rekonstruiert wurde. Die Schäden eines Brandes in der Nordostecke der Kernburg 1536 wurden schon bald unter Anlehnung an die ursprünglichen Formen beseitigt.
Mit dem Tod Sigismund Augusts 1572 begann die Zeit der Spätrenaissance und des Manierismus, die in die Regierungszeit der ersten polnischen Wahlkönige, Heinrich von Valois und Stephan Báthory, fiel. Die herausragenden Künstler jener Zeit auf dem Wawel waren der Italiener Santi Gucci, der die Grabmäler für Stefan Batory und den Bischof Filip Padniewski schuf, sowie der Pole Jan Michałowicz aus Urzędów, der das Grabmal des Bischofs Andrzej Zebrzydowski fertigte.
Die Renaissanceblüte der Wawelburg endete mit dem großen Brand 1595. Zwar wurde im Dachgeschoss für den Brandfall Löschwasser bevorratet, der Brand ereignete sich jedoch im Winter, als dieses gefroren war. Nach diesem Ereignis verlegte König Sigismund Wasa 1596 seine Residenz vom Wawel in das Schloss der masowischen Fürsten zu Warschau, dem späteren Warschauer Königsschloss. Allerdings wurden die Räume im zweiten Obergeschoss des Nordflügels umfangreich ausgebaut und erweitert.

### Barock

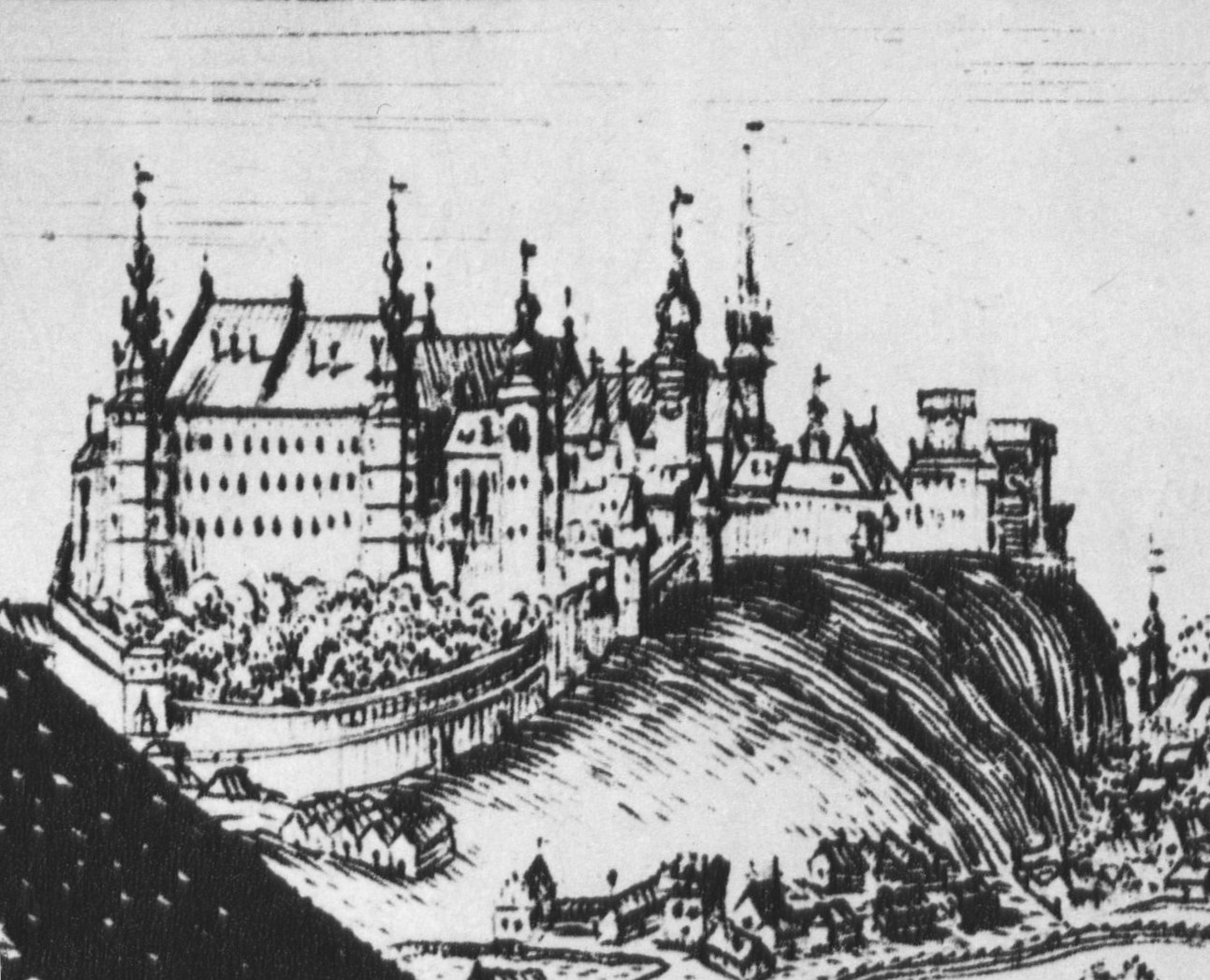
Wawel, 1649

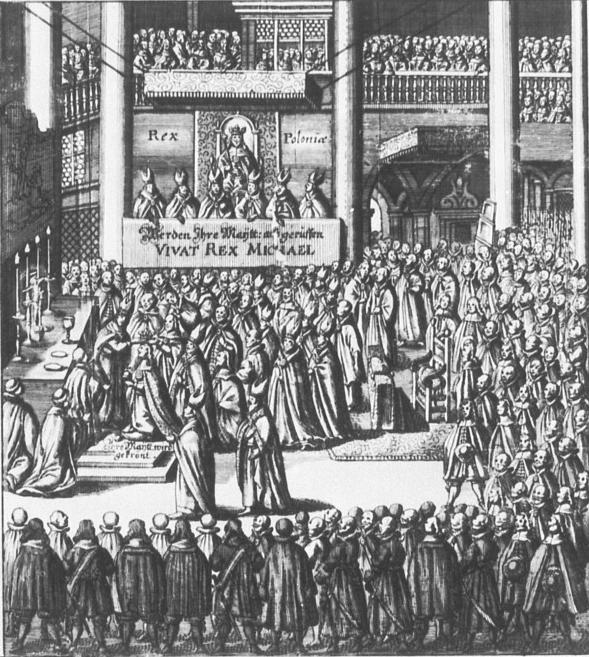
Krönung des polnischen Königs Michael I. 1669

Nach dem Brand von 1595 wurde das Wawelschloss von Giovanni Battista Trevano in frühbarockem Stil umgebaut. Die wichtigsten Neuerungen waren die ausladenden Senatorentreppen und der Marmorkamin im Saal unter den Vögeln. Trotz der Verlegung der Residenz entwickelte sich das Königsschloss in der Zeit des Frühbarock unter der Herrschaft Sigismund III. und Władysław IV. Wasa gut. Eine neue Befestigungsanlage mit mehreren Basteien wurde um den Wawelhügel gezogen. 1662 und 1702 eroberten die Schweden das Schloss und plünderten es in beiden Fällen.
Das Schloss selbst wurde in der Zeit des Hoch- und des Spätbarocks fast gar nicht verändert. Es erhielt nur einen neuen Saal im Stil des Rokoko. 1794 wurde es schließlich von den Preußen besetzt, die den Kronschatz raubten, der bisher – abgesehen vom Krönungsschwert Szczerbiec – nicht zurückgegeben wurde. Die Sammlung der Wandteppiche und die Bibliothek fiel russischen Truppen in die Hände und gelangte an den Zarenhof. Von über 300 geraubten Teppichen kehrte weniger als die Hälfte auf den Wawel zurück.
Im Gegensatz zum Schloss entwickelte sich der Dom im Zeitalter des Barock weiter. Anfang des 17. Jahrhunderts wurde die Wasakapelle für die Könige aus dieser Dynastie Sigismund III., Władysław IV. und Johann II. Kasimir erbaut. Der Sigismundturm und der Glockenturm erhielten barocke Hauben. Mitte des 17. Jahrhunderts wurde der Hauptaltar des Doms errichtet und das silberne Mausoleum für den heiligen Stanislaus gebaut. Die Könige Michał Korybut Wiśniowiecki und Johann III. Sobieski erhielten im 17. Jahrhundert neue Grabmäler auf der Rückseite des Altars. August der Starke wurde in der Krypta des Waweldoms beigesetzt. Dort existieren auch barocke Grabmäler für die Bischöfe Marcin Szyszkowski, Piotr Gembicki, Jan Małachowski und Kazimierz Łubieński.

### Klassizismus
Die Potocki-Kapelle im Dom wurde im klassizistischen Stil umgebaut. Einer der größten Bildhauer des Klassizismus, der damals in Warschau schaffende Däne Bertel Thorvaldsen, fertigte ein Grabmal für den Edelmann Artur Potocki, das diesen als griechischen Heros darstellt. Eine weitere Figur Thorvaldsens steht in der Holszańska-Kapelle. Auch das Wawelschloss erhielt einen klassizistischen Saal, den König Stanislaus August stiftete.

### 19. Jahrhundert

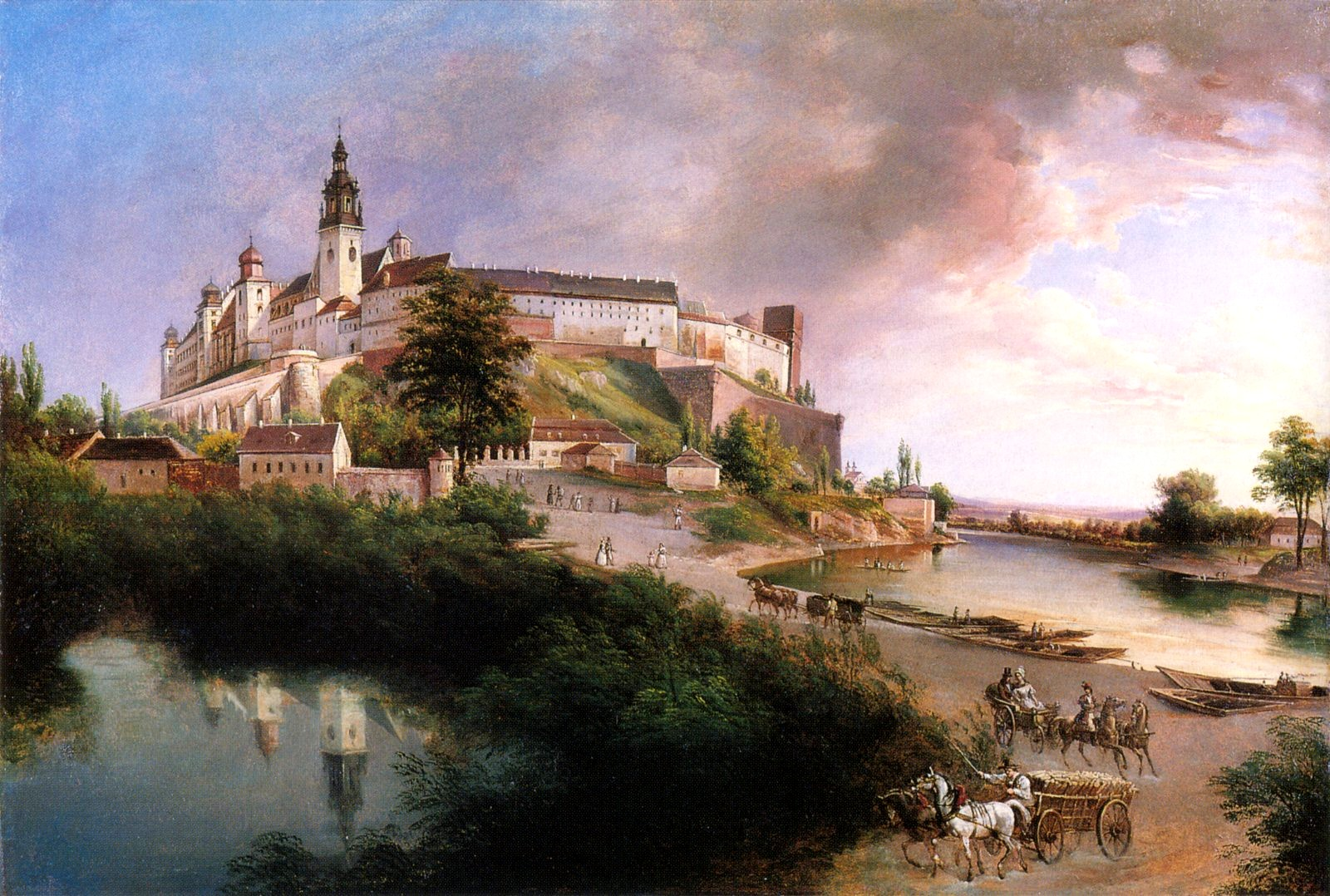
Gemälde des Wawels von 1847

Mit der Dritten Teilung Polens 1795 gelangte Krakau zur österreichischen Monarchie. Die Österreicher richteten auf dem Wawel eine Kaserne ein und rissen alle Gebäude zwischen Schloss und Westmauern nieder, um einen Exerzierplatz anzulegen. Dem fielen mehrere Renaissancehäuser und romanisch-gotische Kirchen zum Opfer. Die neuen Machthaber zerstörten auch die Arkaden, indem sie diese zubauten. Im Schlossinneren wurden die Säle zu Kasernenräumen umgestaltet und an der nördlichen Schlossmauer drei Hospitäler gebaut. Im Jahr 1809 kam Krakau für fünf Jahre an das Herzogtum Warschau, und 1815 wurde die Stadt zur freien Republik. Allerdings besetzten österreichische Truppen die Stadt 1846 nach dem Krakauer Aufstand erneut. Zur Zeit der Republik wurden die polnischen bzw. polnisch-amerikanischen Nationalhelden Józef Antoni Poniatowski und Tadeusz Kościuszko in der Domkrypta beigesetzt.
Ab 1869 wurden die Königsgräber geöffnet und neu geordnet. Die unterirdischen Krypten wurden miteinander verbunden. Die Kasernenverwaltung drängte vergebens auf eine Verlegung der Königsgräber in die Peter-und-Pauls-Kirche. Am Ende des 19. Jahrhunderts wurden zwei der drei größten polnischen Dichter der Romantik, Adam Mickiewicz und Juliusz Słowacki, in der Domkrypta beigesetzt. Der dritte, Cyprian Kamil Norwid, folgte Ende des 20. Jahrhunderts.

### 20. Jahrhundert

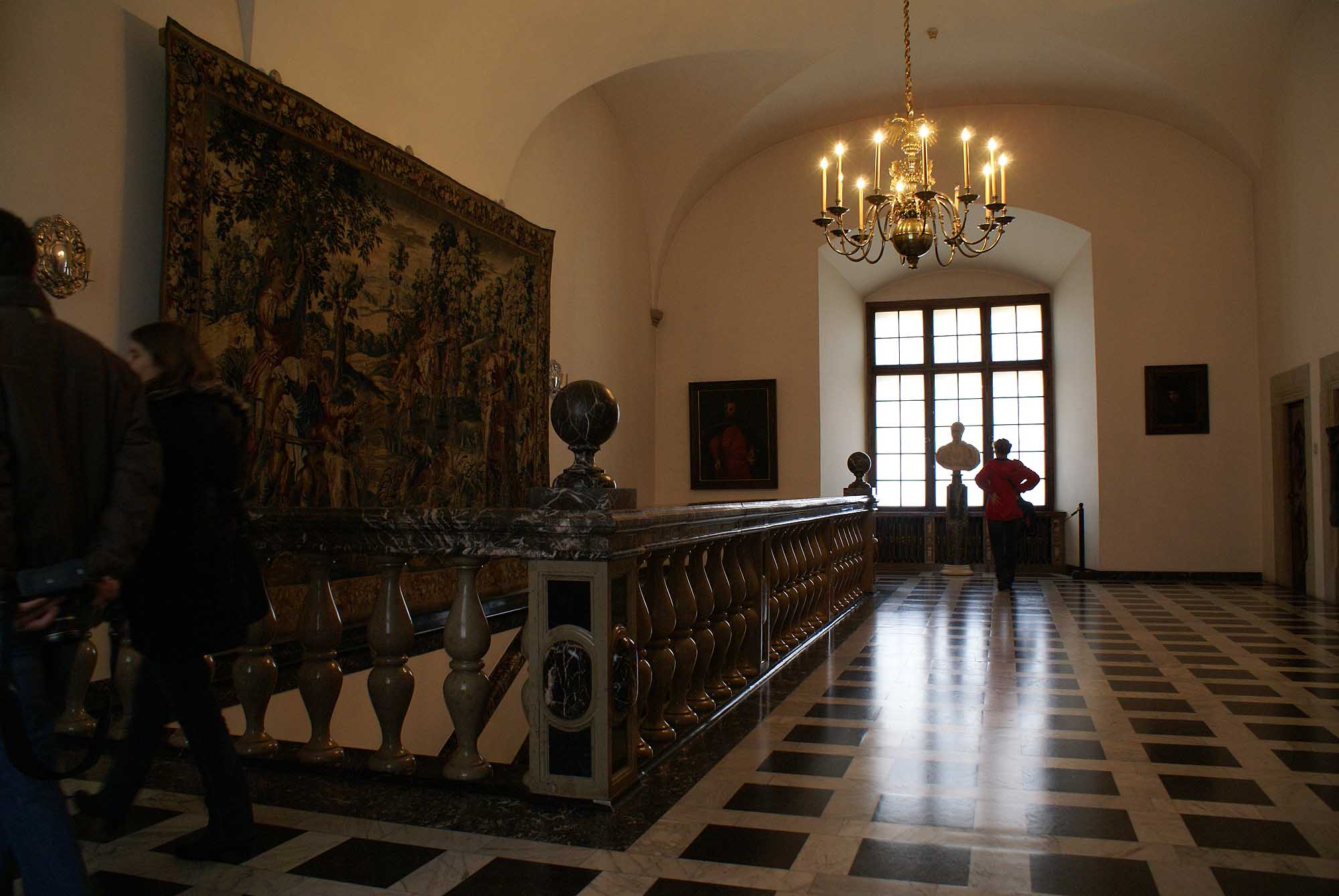
Raum im Stil der Renaissance im Ostflügel in der Gestaltung des 20. Jahrhunderts

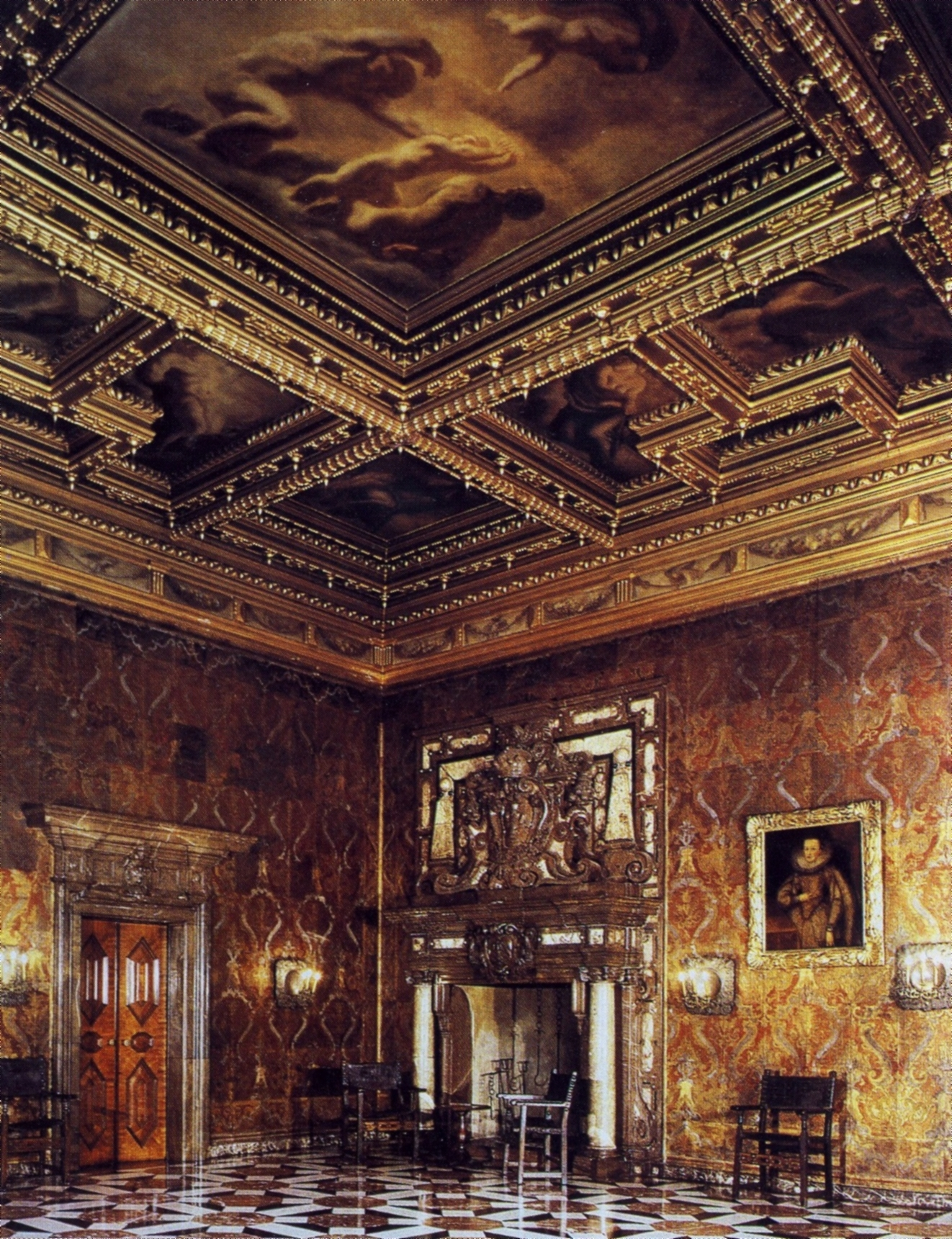
Raum im Stil des Barock in der Kernburg (Raum der Vögel)

Antoni Madeyski schuf 1902 und 1906 die Grabmale für die heiliggesprochene Königin Jadwiga und für König Ladislaus III. Die Schatzkammer und die Holszańska-Kapelle wurden von Józef Mehoffer und Włodzimierz Tetmajer mit Sezessionsfresken bemalt. Ersterer entwarf auch die Glasfenster, die Bemalung im Querschiff und in der Heiligkreuzkapelle.
Nach mehreren Bitten von Seiten der polnischen Bevölkerung und der Intelligenz erhob Kaiser Franz Joseph I. in seiner Funktion als König von Galizien und Lodomerien Krakau zur offiziellen königlichen Residenz. Dies schützte die Anlage vor weiteren negativen Veränderungen. 1905 befahl der Kaiser, die österreichischen Soldaten vom Wawel abzuziehen, worauf das Gebäudeensemble des Wawel konserviert werden konnte.
Zygmunt Hendel und Adolf Szyszko-Bohusz leiteten die Umbau- und Restaurierungsarbeiten, die eine umfassende Rekonstruktion und bauliche Anpassung der Kernburg an eine neue Nutzung als Museum umfassten. Damals wurden die zugemauerten Hofarkaden freigelegt und fast vollständig in Stein kopiert. Originalteile sind vor allem im Lapidarium erhalten. Im Inneren wurden viele Räume an die Nutzung des neu geschaffenen Museums angepasst und umfassend neu gestaltet in verschiedenen Stilen, die man an den historischen Hauptbauphasen um 1530 und um 1600 orientierte. Leider sind von diesen Arbeiten nur teilweise wissenschaftliche Dokumentationen erhalten, sodass heute oft schwer zu entscheiden ist, ob es sich bei den heute sichtbaren Baudetails um Originale, Kopien oder freie Nachschöpfungen handelt. Teilweise wurden sogar die Raumgrößen verändert. Polen aus allen Gebieten, ob sie nun unter preußischer, österreichischer oder russischer Herrschaft standen, finanzierten den Bau mit ihren Spenden. Am Nordeingang wurden das Wappentor und ein Tadeusz-Kościuszko-Denkmal errichtet.
In den Jahren 1904–1907 entwarfen Stanisław Wyspiański und Władysław Ekielski einen Plan zum Umbau des Wawel zur polnischen Akropolis. Der Plan sah vor, dass auf dem Hügel das polnische Parlament, Nationalmuseum, Bischofskurie und die Polnische Akademie ihren Sitz haben sollten. Zudem sollte ein Amphitheater errichtet werden. Die Pläne kamen nicht zur Ausführung. Nach Wiedererlangung der Unabhängigkeit wurde Józef Piłsudski 1935 in der Krypta des Waweldoms beigesetzt. Władysław Sikorski konnte erst nach 1989 in der Ehrenkrypta seine letzte Ruhe finden.
Das Wawelschloss war 1939–1945 Sitz der deutschen Besatzungsmacht im Generalgouvernement unter Hans Frank. Aus dieser Zeit ist eine Ehrenhofanlage im typischen NS-Prunkstil erhalten, deren Charakteristika beim jüngsten Umbau allerdings aufgehoben wurden.

## 21. Jahrhundert

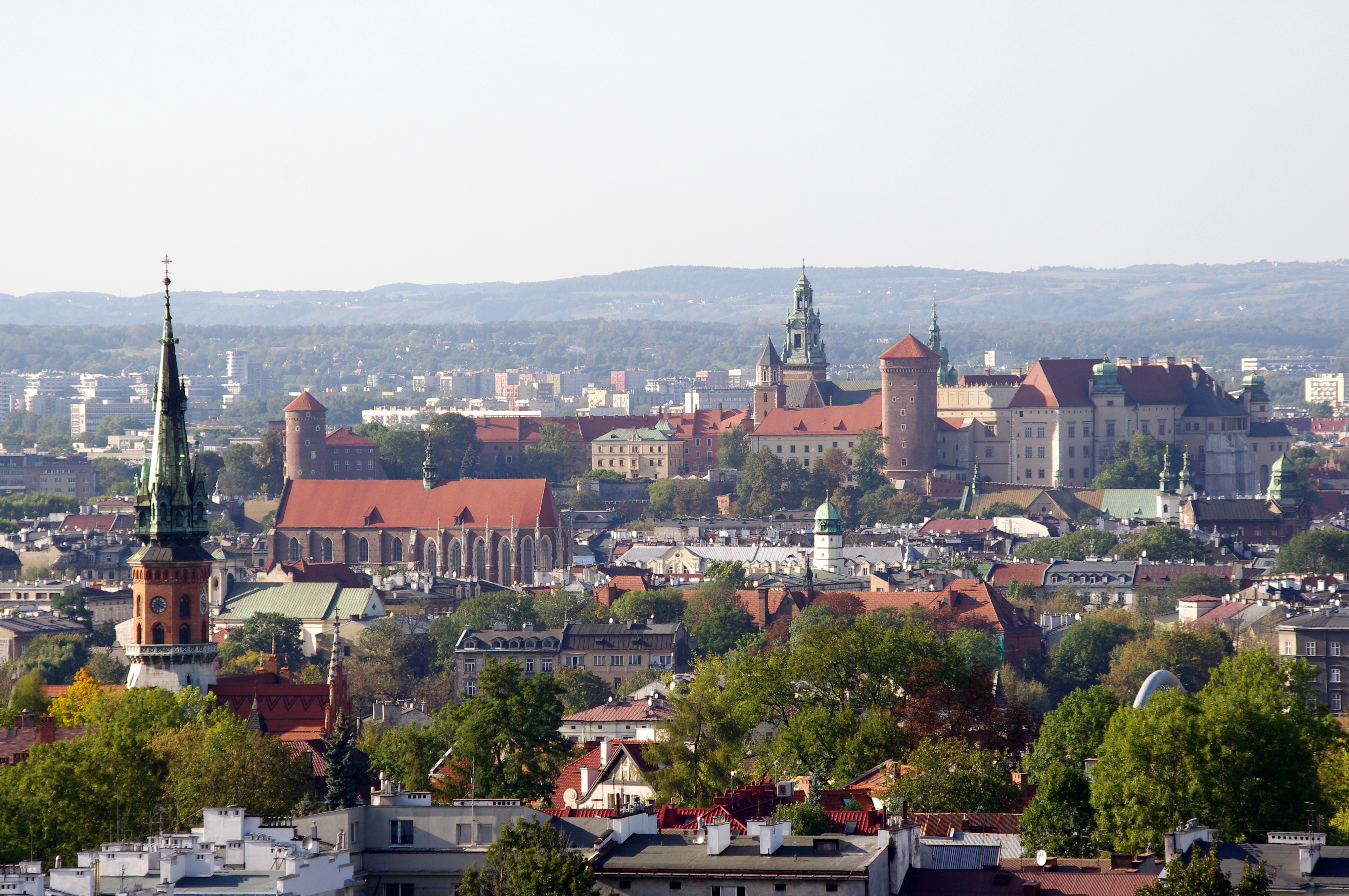
Der Wawel heute im städtebaulichen Kontext

Im Inneren der Anlage befinden sich 71 Säle, welche zum Teil die staatlichen Kunstsammlungen beherbergen. Besondere Kunstschätze sind die königliche Sammlung flämischer Wandteppiche und die Sammlung türkisch-orientalischer Gegenstände.
Besichtigt werden können:
- im Wawelschloss:
  - Repräsentationsgemächer,
  - private Königsgemächer
  - Schatzkammer,
  - Waffenkammer,
  - Ausstellung Kunst des Ostens.
- im Waweldom:
  - Königsgräber,
  - Sigismundglocke (Masse: ≈11 000 kg, Schlagton: g°, Gießer: Hans Beham, Nürnberg). Die Glocke wird per Seilzug geläutet. Das Glöckneramt ist in einigen Krakauer Familien erblich.
- Dommuseum,
- Ausstellung Verschollener Wawel in der Marienrotunde,
- Drachengrotte.

300 m² der ehemaligen königlichen Gärten wurden bereits rekonstruiert und können besichtigt werden. 